# ジャン＝フランソワ・リオタール
ジャン・フランソワ・リオタール（Jean-François Lyotard, 1924年8月10日 - 1998年4月21日）は、フランスの哲学者。

## 経歴
フランス生まれ。カール・マルクス、ジークムント・フロイト、現象学などを学んだ。アルジェリアで哲学教師となり、以後パリ第8大学教授などを務めた。
急進的なマルクス主義者としてアルジェリアで活動。帰国後、1968年のパリ五月革命に参加。主著に『ポストモダンの条件』（1984）。「大きな物語の終焉」「知識人の終焉」を唱え、ポストモダンを流行語にした。

## 著作
- La phenomenologie (1954)
  - 『現象学』白水社文庫クセジュ、高橋允昭訳、1965
- Discours, figure (1971)
  - 『言説、形象（ディスクール、フィギュール）』法政大学出版局、三浦直希訳、合田正人監修、2011
- Derive a partir de Marx et Freud (1973)
  - 『漂流の思想─マルクスとフロイトからの漂流』国文社 今村仁司ほか訳、1987
- Economie libidinale (1974)
  - 『リビドー経済』法政大学出版局　杉山吉弘,吉谷啓次訳、1997
- Rudiments paiens (1977)
  - 『異教入門─中心なき周辺を求めて』法政大学出版局　山縣煕他訳、2000
- Recits tremblants (1977)
  - 『震える物語』法政大学出版局 山縣直子訳、2001
- La condition postmoderne (1979)
  - 『ポストモダンの条件』水声社 小林康夫訳、1986
- L'assassinat de l'experience par la peinture - Monory (1984)
  - 『経験の殺戮―絵画によるジャック・モノリ論』朝日出版社 横張誠訳、1987
- Le differend (1984)
  - 『文の抗争』法政大学出版局 陸井四郎ほか訳、1989
- Le postmoderne explique aux enfants (1986)
  - ポストモダン通信 こどもたちへの10の手紙 管啓次郎訳 朝日出版社 1988　「こどもたちに語るポストモダン」ちくま学芸文庫
- L'enthousiasme. La critique kantienne de l'histoire (1986)
  - 『熱狂─カントの歴史批判』法政大学出版局　中島盛夫訳、1990
- 『知識人の終焉』法政大学出版局　原田佳彦,清水正訳 1988
- Heidegger et les Juifs (1988)
  - 『ハイデガーと「ユダヤ人」』藤原書店　本間邦雄訳、1992
- L'inhumain : Causeries sur le temps (1988)
  - 『非人間的なもの─時間についての講話』法政大学出版局　篠原資明,上村博,平芳幸浩訳 2002
- Peregrinations : Law, Form, Event (1988)
  - 『遍歴―法、形式、出来事』法政大学出版局　小野康男訳、1990
- Lecture d'enfance (1991)
  - 『インファンス読解』未來社　小林康夫訳、1995
- Moralites postmodernes (1993)
  - 『リオタール寓話集』藤原書店　本間邦雄訳、1996
- 『聞こえない部屋 マルローの反美学』水声社　北山研二訳、2003
- 『なぜ哲学するのか』法政大学出版局　松葉祥一訳、2014
- Logique de Levinas (2015)
  - 『レヴィナスの論理』法政大学出版局　松葉類訳、2024